# Desmond Hoyte
Hugh Desmond Hoyte (Georgetown, 1929-2002) est un médecin et homme d'État guyanien, président de la république coopérative du Guyana de 1985 à 1992.

## Biographie
Hugh Desmond Hoyte est né à Georgetown. Il étudie à la St Barnabas Anglican School puis au Progressive High School, avant d’étudier le droit à Londres. De retour en Guyane britannique en 1960, il établit un cabinet privé et devient l'un des leaders du barreau de Guyane.
Il est élu député sous l'étiquette du Congrès national du peuple en 1968. Il est nommé ministre de l'Intérieur en 1969, puis ministre des finances en 1970, des travaux et des communications en 1972, et du développement économique en 1974 dans les différents gouvernements de Forbes Burnham. Après les élections de Décembre 1980, il devient l'un des cinq vice-présidents, avec la responsabilité de la planification économique, des finances et du développement régional. En août 1984, il est promu premier vice-président et Premier ministre. Peu de temps avant la mort de Burnham, lui et d'autres membres du PNC entament des pourparlers avec le Parti progressiste du peuple en vue de parvenir à une forme d'unité nationale pour résoudre les problèmes du pays.
La mort soudaine du président Forbes Burnham, le 6 août 1985, l’amène à la présidence, à un moment où le Guyana traverse une crise économique et sociale prolongée. Répondant aux accusations de fraudes aux précédentes élections, il convient de faire certaines réformes électorales. Cependant, le déroulement de l'élection, qui donne la victoire au PNC, est largement critiqué pour des irrégularités.
En tant que président, il démantèle progressivement certaines des politiques isolationnistes et renoue avec le Fonds monétaire international et la Banque mondiale.
Les élections de 1992 sont remportées par le Parti progressiste du peuple et Cheddi Jagan lui succède comme Président du Guyana. Hoyte reste chef du PNC jusqu'à sa mort et se présent à nouveau aux élections présidentielles de 1997 et 2001 où il arrive à chaque fois second respectivement face à Janet Jagan puis Bharrat Jagdeo. Il meurt à Georgetown le 22 décembre 2002 à 73 ans.